# Суо (провинция)

Провинция Суо на карте Японии со старым административным делением (выделена красным).

Провинция Суо (яп. 周防国 Суо: но куни, «Страна Суо» или 防州 Босю:, «провинция Суо») — историческая провинция Японии в регионе Тюгоку на западе острова Хонсю. Соответствует восточной части современной префектуры Ямагути.

## История
Провинция Суо была основана в VII веке. Её административный центр находился в современном городе Хофу. Земли провинции славились отменной древесиной.
В XIII веке территорией Суо ведал род Ходзё, фактический лидер Камакурского сёгуната. В XIV веке провинция перешла под контроль рода Оути, который превратил её в центр своего независимого «государства». Вплоть до средины XVI века, когда род Оути исчез в результате мятежа вассалов и войны с родом Мори, Суо была одним из самых важных японских политико-культурных центров. Обладатели этой провинции признавались тогдашним Китаем «королями Японии».
В 1552 году, при поддержке Оути, в провинции Суо была построена христианская церковь. Однако, с приходом нового хозяина, рода Мори, христиане начали подвергаться гонениям.
В период Эдо (1603—1867) провинция Суо была разделена на два владения (хана), которые пребывали под контролем рода Киккава, родственника Мори. Вместе с самураями соседней провинции Нагато Киккава брали участие в свержении сёгуната и создании правительства Японской империи в средине XIX века.
В результате административной реформы 1871 года провинция Суо вошла в состав префектуры Ямагути.

## Уезды провинции Суо
- Ёсики (яп. 吉敷郡)
- Куга (яп. 玖珂郡)
- Кумагэ (яп. 熊毛郡)
- Осима (яп. 大島郡 )
- Саба (яп. 佐波郡)
- Цуно (яп. 都濃郡)